# Alphapolyomavirus
Alphapolyomavirus är ett släkte av DNA-virus som infekterar människan och andra däggdjur. Det är ett av flera släkten som tidigare klassificerades som släktet Polyomavirus.

## Cancer
Två arter av Alphapolyomavirus kan orsaka cancer hos den organism det infekterar, Alphapolyomavirus quintihominis, också känt som Merkel cell polyomavirus och Alphapolyomavirus procyonis, också känt som Raccoon polyomavirus.

## Arter
- Alphapolyomavirus acelebensis
- Alphapolyomavirus aflavicollis
- Alphapolyomavirus apaniscus
- Alphapolyomavirus callosciuri
- Alphapolyomavirus cardiodermae
- Alphapolyomavirus carolliae
- Alphapolyomavirus castoris
- Alphapolyomavirus chlopygerythrus
- Alphapolyomavirus dobsoniae
- Alphapolyomavirus eidoli
- Alphapolyomavirus epserotini
- Alphapolyomavirus gorillae
- Alphapolyomavirus macacae
- Alphapolyomavirus mauratus
- Alphapolyomavirus mischreibersii
- Alphapolyomavirus molossi
- Alphapolyomavirus muris
- Alphapolyomavirus myodaubentonii
- Alphapolyomavirus nonihominis
- Alphapolyomavirus octihominis
- Alphapolyomavirus omartiensseni
- Alphapolyomavirus pacynocephalus
- Alphapolyomavirus panos
- Alphapolyomavirus philantombae
- Alphapolyomavirus pibadius
- Alphapolyomavirus pirufomitratus
- Alphapolyomavirus ponabelii
- Alphapolyomavirus ponpygmaeus
- Alphapolyomavirus procyonis
- Alphapolyomavirus ptevampyrus
- Alphapolyomavirus quardecihominis
- Alphapolyomavirus quartipanos
- Alphapolyomavirus quintihominis
- Alphapolyomavirus quintipanos
- Alphapolyomavirus ranorvegicus
- Alphapolyomavirus saraneus
- Alphapolyomavirus secarplanirostris
- Alphapolyomavirus secomartiensseni
- Alphapolyomavirus secumastomysis
- Alphapolyomavirus secumischreibersii
- Alphapolyomavirus secupanos
- Alphapolyomavirus septipanos
- Alphapolyomavirus sextipanos
- Alphapolyomavirus socoronatus
- Alphapolyomavirus sominutus
- Alphapolyomavirus sturnirae
- Alphapolyomavirus suis
- Alphapolyomavirus terdecihominis